# Російська (станція метро, Самара)
53°12′43″ пн. ш. 50°08′55″ сх. д. / 53.21194° пн. ш. 50.14861° сх. д.
«Російська» (рос. Российская) — 9-та станція Самарського метрополітену. Розташована на 1-й лінії за станцією «Московська» і була кінцевою до початку експлуатації станції «Алабінська» 1 лютого 2015.

## Технічна характеристика
Конструкція станції — колонна двопрогінна, мілкого закладення (глибина закладення — 14 м). Побудована за спеціальним проектом.

## Колійний розвиток
Станція з колійним розвитком — 2 стрілочних переводи, пошерсний з'їзд, 1 станційна колія для обороту та відстою рухомого складу і 1 колія для відстою рухомого складу.

## Вестибюлі
Станція має один вихід з двома павільйонами на поверхні, один з яких розташовується на розі Автобусного проїзду і вулиці Луначарського, а другий — ближче до заводу «ЕПК Самара» (колишній завод Авіаційних підшипників). Каси станції розташовуються в підземному переході й відокремлені від залу з турнікетами скляними дверима.

## Оздоблення
Світло-сірий мармур покриває стіни станції, обрамлення яких виконано з червоного граніту. На стінах розміщені арки, в яких спочатку планувалося розміщення скляних вітражів, потім більш міцного і дешевого алюкобонда, а в підсумку на сьогодні арки залишені порожніми.

## Ресурси Інтернету
- «Російська» на сайті Самаратранс.info [Архівовано 4 березня 2016 у Wayback Machine.](рос.)